# Bryne Fotballklubb 2012
Questa voce raccoglie le informazioni riguardanti il Bryne Fotballklubb nelle competizioni ufficiali della stagione 2012.

## Stagione
Il Bryne chiuse la stagione al 10º posto in classifica. L'avventura nella Coppa di Norvegia 2012 terminò invece al secondo turno, con l'eliminazione per mano dello Åsane. I calciatori più utilizzati in stagione furono Anders Kristiansen e Vegar Landro, entrambi con 32 presenze (30 in campionato e 2 in coppa), mentre il miglior marcatore assoluto fu Kai Risholt, con 7 reti (tutte in campionato). Il 10 settembre 2012 ci fu l'avvicendamento in panchina tra Tommy Bergersen e Gaute Larsen.

## Maglie e sponsor
Lo sponsor tecnico per la stagione 2012 fu Umbro, mentre lo sponsor ufficiale fu Jadarhus. La divisa casalinga era composta da una maglietta rossa con maniche bianche, pantaloncini e calzettoni bianchi. Quella da trasferta era invece totalmente nera.
| Casa | Trasferta |

## Rosa
| N. |                     | Ruolo | Calciatore          |
| -- | ------------------- | ----- | ------------------- |
| 1  | Norvegia (bandiera) | P     | Anders Kristiansen  |
| 2  | Norvegia (bandiera) | D     | Marius Lode         |
| 3  | Norvegia (bandiera) | D     | Kai Risholt         |
| 4  | Norvegia (bandiera) | D     | Vegar Landro        |
| 5  | Nigeria (bandiera)  | C     | Mobi Okoli          |
| 5  | Norvegia (bandiera) | D     | Vetle Gulowsen      |
| 6  | Norvegia (bandiera) | C     | Håvard Urstad       |
| 7  | Brasile (bandiera)  | C     | Diogo Fernandes     |
| 8  | Norvegia (bandiera) | C     | Aleksander Midtsian |
| 9  | Norvegia (bandiera) | C     | Tommy Eide Møster   |
| 10 | Norvegia (bandiera) | A     | Geir André Herrem   |
| 11 | Norvegia (bandiera) | C     | Sabri Khattab       |
| 11 | Norvegia (bandiera) | A     | Marius Helle        |
| 12 | Norvegia (bandiera) | P     | Jonas Høidahl       |
| 14 | Norvegia (bandiera) | C     | Håkon Stenersen     |
| 15 | Norvegia (bandiera) | C     | Henrik Breimyr      |

| N. |                          | Ruolo | Calciatore         |
| -- | ------------------------ | ----- | ------------------ |
| 15 | Nuova Zelanda (bandiera) | A     | Kris Bright        |
| 16 | Norvegia (bandiera)      | C     | Kai Ove Stokkeland |
| 17 | Norvegia (bandiera)      | C     | Kim-Robert Nyborg  |
| 18 | Norvegia (bandiera)      | C     | Henning Romslo     |
| 19 | Norvegia (bandiera)      | C     | Geir Høyland       |
| 20 | Norvegia (bandiera)      | C     | Esben Ertzeid      |
| 21 | Canada (bandiera)        | C     | Chris Poźniak      |
| 22 | Norvegia (bandiera)      | A     | Øyvind Braaten     |
| 23 | Norvegia (bandiera)      | C     | Sverre Larsen      |
| 24 | Norvegia (bandiera)      | D     | Anders Thorsen     |
| 25 | Norvegia (bandiera)      | A     | Eirik Jakobsen     |
| 25 | Norvegia (bandiera)      | A     | Jonas Fjeldsbø     |
| 26 | Norvegia (bandiera)      | A     | Erlend Robertsen   |
| 27 | Norvegia (bandiera)      | P     | Fredrik Vigre      |
| 29 | Norvegia (bandiera)      | D     | Marius Nilsen      |
| 31 | Norvegia (bandiera)      | C     | Truls Vagle        |

## Calciomercato

### Sessione invernale(dal 01/01 al 31/03)
| Acquisti | Acquisti          | Acquisti             | Acquisti   |
| R.       | Nome              | da                   | Modalità   |
| -------- | ----------------- | -------------------- | ---------- |
| C        | Diogo Fernandes   | Inter de Santa Maria | definitivo |
| A        | Kris Bright       | svincolato           |            |
| A        | Geir André Herrem | svincolato           |            |

| Cessioni | Cessioni            | Cessioni    | Cessioni   |
| R.       | Nome                | a           | Modalità   |
| -------- | ------------------- | ----------- | ---------- |
| D        | Marius Bjorheim     |             | svincolato |
| D        | Christer Fjellstad  |             | svincolato |
| C        | Prince Efe Ehiorobo |             | svincolato |
| C        | Mats Moldskred      |             | svincolato |
| C        | Lundrim Binaku      | Egersund    | definitivo |
| C        | Henning Petersen    | Stavanger   | definitivo |
| C        | Klaus Petersen      | Stavanger   | definitivo |
| A        | Tommy Høiland       | Sandnes Ulf | definitivo |
| A        | Martin Norbye       |             | svincolato |

### Sessione estiva(dal 01/08 al 31/08)
| Acquisti | Acquisti         | Acquisti       | Acquisti   |
| R.       | Nome             | da             | Modalità   |
| -------- | ---------------- | -------------- | ---------- |
| D        | Mobi Okoli       | Sandnes Ulf    | definitivo |
| C        | Henrik Breimyr   | Aldershot Town | definitivo |
| C        | Sabri Khattab    | Kvik Halden    | definitivo |
| C        | Chris Poźniak    | Haugesund      | prestito   |
| A        | Eirik Jakobsen   | Viking         | prestito   |
| A        | Erlend Robertsen | Bryne          | prestito   |

| Cessioni | Cessioni       | Cessioni          | Cessioni   |
| R.       | Nome           | a                 | Modalità   |
| -------- | -------------- | ----------------- | ---------- |
| D        | Vetle Gulowsen | Mandalskameratene | definitivo |
| A        | Kris Bright    | Haka              | definitivo |
| A        | Jonas Fjeldsbø | Ålgård            | definitivo |
| A        | Marius Helle   | Sandnes Ulf       | definitivo |

## Risultati

### 1. divisjon

#### Girone di andata
| Arbitro: | Toppe |

|                             |           |           |
| Helle 31’, 47’ Midtsian 41’ | Marcatori | 5’ Sistek |

| Arbitro: | Rafiq |

|                         |           |  |
| Enger 8’, 27’ Velta 68’ | Marcatori |  |

| Arbitro: | Rafiq |

|  |           |           |
|  | Marcatori | 59’ Stene |

| Arbitro: | Gjermshus |

|          |           |             |
| Paul 39’ | Marcatori | 11’ Risholt |

| Arbitro: | Lundby |

|            |           |               |
| Bright 75’ | Marcatori | 86’ Thomassen |

| Arbitro: | Lundby |

|                                                   |           |                |
| Johansen 6’ V. Braaten 10’ Berg 56’ Robertsen 87’ | Marcatori | 49’ Stokkeland |

| Arbitro: | Tennøy |

|                                |           |              |
| Herrem 2’ Diogo 49’ Bright 90’ | Marcatori | 10’ Shaswari |

| Arbitro: | Toppe |

|  |           |           |
|  | Marcatori | 26’ Helle |

| Arbitro: | Lundby |

|  |           |                         |
|  | Marcatori | 41’ Holmen 76’ Soltvedt |

| Arbitro: | Ahlsen |

|                         |           |                             |
| Stokkeland 3’ Herrem 9’ | Marcatori | 17’ H. Lysvoll 48’ Johansen |

| Arbitro: | Hansen |

|                                  |           |                               |
| Elyounoussi 6’ Landro 27’ (aut.) | Marcatori | 31’ (rig.) Landro 45’ Risholt |

| Arbitro: | Tennøy |

|  |           |            |
|  | Marcatori | 14’ Bindia |

| Arbitro: | Toppe |

|                |           |                          |
| Johannesen 29’ | Marcatori | 59’ Larsen 65’ Fernandes |

| Arbitro: | Nilsen |

|  |           |               |
|  | Marcatori | 49’ Gundersen |

| Arbitro: | Lundby |

|                                           |           |           |
| Andersen 17’ Dreshaj 43’ Vilhjálmsson 73’ | Marcatori | 10’ Helle |

#### Girone di ritorno
| Arbitro: | Edvartsen (Hamar) |

|                         |           |           |
| Ertzeid 15’ Høyland 81’ | Marcatori | 33’ Velta |

| Arbitro: | Gjermshus |

|                               |           |                        |
| Ertsås 6’, 70’ Nikolaisen 45’ | Marcatori | 56’ Urstad 90’ Høyland |

| Arbitro: | Hansen |

|                             |           |             |
| Risholt 62’ Sané 85’ (aut.) | Marcatori | 54’ Knarvik |

| Trondheim 26 agosto 2012, ore 18:00 19ª giornata | Ranheim | 0 – 0 referto | Bryne | DnB Arena (189 spett.)\| Arbitro: \| Rafiq \| |
| Arbitro:                                         | Rafiq   |               |       |                                               |

| Arbitro: | Toppe |

|                          |           |           |
| Jakobsen 74’ Ertzeid 90’ | Marcatori | 33’ Solum |

| Arbitro: | Ahlsen |

|                                                    |           |                                                |
| Sandbu 38’ (rig.) Aalbu 56’, 90’ Shaswari 61’, 63’ | Marcatori | 11’, 87’ Risholt 66’ Breimyr 90’ (rig.) Landro |

| Arbitro: | Hansen |

|                                                |           |                        |
| Risholt 16’ Breimyr 25’ Herrem 66’ Khattab 70’ | Marcatori | 14’ Wiig 87’, 90’ Hoås |

| Arbitro: | Tennøy |

|             |           |                   |
| Tokstad 26’ | Marcatori | 54’ (rig.) Landro |

| Arbitro: | Lundby |

|  |           |                                      |
|  | Marcatori | 26’ Owello 62’ Hoff 72’ Vilhjálmsson |

| Arbitro: | Borgersen (Oslo) |

|                                                                   |           |             |
| Johansen 20’ (rig.) V. Lysvoll 22’ Ahamed 45’, 78’ H. Lysvoll 74’ | Marcatori | 38’ Risholt |

| Arbitro: | Nilsen |

|              |           |  |
| Jakobsen 30’ | Marcatori |  |

| Arbitro: | Steen |

|                 |           |              |
| Lehne Olsen 36’ | Marcatori | 24’ Jakobsen |

| Arbitro: | Rafiq |

|                         |           |  |
| Aas 45’ Dimitriadis 65’ | Marcatori |  |

| Arbitro: | Lundby |

|                       |           |                           |
| Larsen 28’ Herrem 79’ | Marcatori | 32’ Stokke 64’ Midtgarden |

| Arbitro: | Toppe |

|              |           |                         |
| Andresen 22’ | Marcatori | 58’ Jakobsen 67’ Herrem |

### Coppa di Norvegia
| 1º maggio 2012, ore 18:00 Primo turno                                               | Rosseland | 1 – 4 referto                          | Bryne | (810 spett.) |
| \| \| \| \| \| Monsen 76’ \| Marcatori \| 3’, 26’ Bright 70’ Fernandes 90’ Helle \| |           |                                        |       |              |
|                                                                                     |           |                                        |       |              |
| Monsen 76’                                                                          | Marcatori | 3’, 26’ Bright 70’ Fernandes 90’ Helle |       |              |

| 9 maggio 2012, ore 18:00 Secondo turno        | Åsane     | 1 – 0 referto | Bryne | Myrdal gress |
| \| \| \| \| \| Gaustad 61’ \| Marcatori \| \| |           |               |       |              |
|                                               |           |               |       |              |
| Gaustad 61’                                   | Marcatori |               |       |              |

## Statistiche

### Statistiche di squadra
| Competizione      | Punti | In casa | In casa | In casa | In casa | In casa | In casa | In trasferta | In trasferta | In trasferta | In trasferta | In trasferta | In trasferta | Totale | Totale | Totale | Totale | Totale | Totale | DR  |
| Competizione      | Punti | G       | V       | N       | P       | Gf      | Gs      | G            | V            | N            | P            | Gf           | Gs           | G      | V      | N      | P      | Gf     | Gs     | DR  |
| ----------------- | ----- | ------- | ------- | ------- | ------- | ------- | ------- | ------------ | ------------ | ------------ | ------------ | ------------ | ------------ | ------ | ------ | ------ | ------ | ------ | ------ | --- |
| 1. divisjon       | 38    | 15      | 7       | 3       | 5       | 22      | 21      | 15           | 3            | 5            | 7            | 19           | 32           | 30     | 10     | 8      | 12     | 41     | 53     | -12 |
| Coppa di Norvegia | -     | 0       | 0       | 0       | 0       | 0       | 0       | 2            | 1            | 0            | 1            | 4            | 2            | 2      | 1      | 0      | 1      | 4      | 2      | +2  |
| Totale            | -     | 15      | 7       | 3       | 5       | 22      | 21      | 17           | 4            | 5            | 8            | 23           | 34           | 32     | 11     | 8      | 13     | 45     | 55     | -10 |

### Statistiche dei giocatori
| Giocatore      | 1. divisjon | 1. divisjon | 1. divisjon | 1. divisjon | Coppa di Norvegia | Coppa di Norvegia | Coppa di Norvegia | Coppa di Norvegia | Totale   | Totale | Totale      | Totale     |
| Giocatore      | Presenze    | Reti        | Ammonizioni | Espulsioni  | Presenze          | Reti              | Ammonizioni       | Espulsioni        | Presenze | Reti   | Ammonizioni | Espulsioni |
| -------------- | ----------- | ----------- | ----------- | ----------- | ----------------- | ----------------- | ----------------- | ----------------- | -------- | ------ | ----------- | ---------- |
| Ø. Braaten     | 1           | 0           | 0           | 0           | 0                 | 0                 | 0                 | 0                 | 1        | 0      | 0           | 0          |
| H. Breimyr     | 13          | 2           | 0           | 0           | 0                 | 0                 | 0                 | 0                 | 13       | 2      | 0           | 0          |
| K. Bright      | 13          | 2           | 2           | 0           | 2                 | 2                 | 0                 | 0                 | 15       | 4      | 2           | 0          |
| E. Ertzeid     | 10          | 2           | 2           | 0           | 0                 | 0                 | 0                 | 0                 | 10       | 2      | 2           | 0          |
| D. Fernandes   | 19          | 2           | 0           | 0           | 2                 | 1                 | 0                 | 0                 | 21       | 3      | 0           | 0          |
| J. Fjeldsbø    | 3           | 0           | 0           | 0           | 2                 | 0                 | 0                 | 0                 | 5        | 0      | 0           | 0          |
| V. Gulowsen    | 7           | 0           | 0           | 0           | 1                 | 0                 | 0                 | 0                 | 8        | 0      | 0           | 0          |
| M. Helle       | 16          | 4           | 2           | 0           | 2                 | 1                 | 0                 | 0                 | 18       | 5      | 2           | 0          |
| G. Herrem      | 25          | 5           | 2           | 0           | 1                 | 0                 | 0                 | 0                 | 26       | 5      | 2           | 0          |
| G. Høyland     | 0           | 0           | 0           | 0           | 2                 | 0                 | 0                 | 0                 | 2        | 0      | 0           | 0          |
| G. Herrem      | 25          | 5           | 2           | 0           | 1                 | 0                 | 0                 | 0                 | 26       | 5      | 2           | 0          |
| J. Høidahl     | 0           | 0           | 0           | 0           | 0                 | 0                 | 0                 | 0                 | 0        | 0      | 0           | 0          |
| G. Høyland     | 15          | 2           | 1           | 0           | 2                 | 0                 | 0                 | 0                 | 17       | 2      | 1           | 0          |
| E. Jakobsen    | 13          | 4           | 2           | 0           | 0                 | 0                 | 0                 | 0                 | 13       | 4      | 2           | 0          |
| S. Khattab     | 14          | 1           | 2           | 0           | 0                 | 0                 | 0                 | 0                 | 14       | 1      | 2           | 0          |
| A. Kristiansen | 30          | 0           | 0           | 0           | 2                 | 0                 | 1                 | 0                 | 32       | 0      | 1           | 0          |
| V. Landro      | 30          | 3           | 2           | 0           | 2                 | 0                 | 1                 | 0                 | 32       | 3      | 3           | 0          |
| S. Larsen      | 22          | 2           | 4           | 0           | 2                 | 0                 | 1                 | 0                 | 24       | 2      | 5           | 0          |
| M. Lode        | 28          | 0           | 4           | 0           | 2                 | 0                 | 0                 | 0                 | 30       | 0      | 4           | 0          |
| A. Midtsian    | 11          | 1           | 0           | 0           | 1                 | 0                 | 0                 | 0                 | 12       | 1      | 0           | 0          |
| T. Møster      | 10          | 0           | 1           | 0           | 0                 | 0                 | 0                 | 0                 | 10       | 0      | 1           | 0          |
| M. Nilsen      | 0           | 0           | 0           | 0           | 0                 | 0                 | 0                 | 0                 | 0        | 0      | 0           | 0          |
| K. Nyborg      | 5           | 0           | 1           | 0           | 1                 | 0                 | 0                 | 0                 | 6        | 0      | 1           | 0          |
| M. Okoli       | 2           | 0           | 0           | 0           | 0                 | 0                 | 0                 | 0                 | 2        | 0      | 0           | 0          |
| C. Poźniak     | 8           | 0           | 2           | 0           | 0                 | 0                 | 0                 | 0                 | 8        | 0      | 2           | 0          |
| K. Risholt     | 26          | 7           | 5           | 0           | 2                 | 0                 | 1                 | 0                 | 28       | 7      | 6           | 0          |
| E. Robertsen   | 4           | 0           | 1           | 0           | 0                 | 0                 | 0                 | 0                 | 4        | 0      | 1           | 0          |
| H. Romslo      | 19          | 0           | 2           | 0           | 0                 | 0                 | 0                 | 0                 | 19       | 0      | 2           | 0          |
| H. Stenersen   | 13          | 0           | 0           | 0           | 1                 | 0                 | 0                 | 0                 | 14       | 0      | 0           | 0          |
| K. Stokkeland  | 23          | 2           | 4           | 0           | 0                 | 0                 | 0                 | 0                 | 23       | 2      | 4           | 0          |
| A. Thorsen     | 0           | 0           | 0           | 0           | 1                 | 0                 | 0                 | 0                 | 1        | 0      | 0           | 0          |
| H. Urstad      | 27          | 1           | 2           | 0           | 1                 | 0                 | 0                 | 0                 | 28       | 1      | 2           | 0          |
| T. Vagle       | 0           | 0           | 0           | 0           | 0                 | 0                 | 0                 | 0                 | 0        | 0      | 0           | 0          |
| F. Vigre       | 0           | 0           | 0           | 0           | 0                 | 0                 | 0                 | 0                 | 0        | 0      | 0           | 0          |